# 蕭瑒

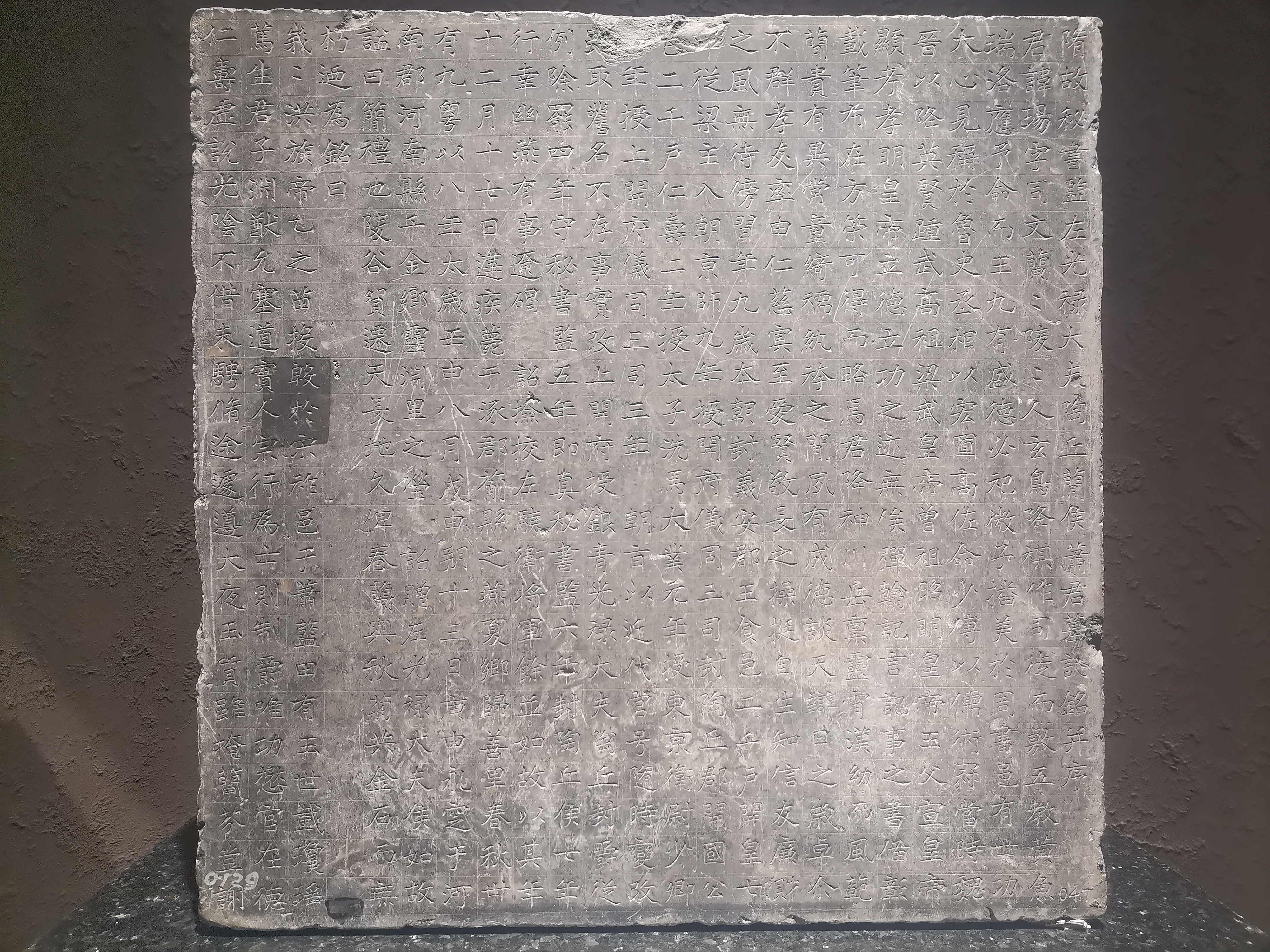
蕭瑒墓誌（洛陽博物館藏）

蕭瑒（573年—612年1月25日），字同文，梁明帝蕭巋之子。封義安王。

## 生平
开皇七年（587年），隋文帝欲廢除西梁政权，派遣崔弘度率軍前往江陵，義興王蕭瓛、安平王蕭巖投奔陳朝，西梁後主蕭琮與其他西梁宗室、官吏被帶往長安。
入隋後，蕭瑒歷任衛尉卿、祕書監，封陶丘侯。死后赠左光禄大夫，谥简。
楊廣曾想為蕭瑒迎娶蘭陵公主，可在韋鼎的面相干擾下而落空了。